# Lowlands 2007
Lowlands 2007 (voluit: A Campingflight to Lowlands Paradise) werd 17, 18 en 19 augustus 2007 gehouden in Biddinghuizen. Het was de 15e editie van het Lowlandsfestival. De 55.000 beschikbare kaartjes waren op 27 juli 2007 uitverkocht.
De volgende optredende artiesten zijn door de organisatie bekendgemaakt:

## Artiesten
| - 030303 - 303 All Stars - Abe Duque - Admiral Freebee - After Forever - Air Traffic - Alamo Race Track - Alpha Blondy - The Answer - Arcade Fire - Audion/Matthew Dear - Aux Raus - Devendra Banhart - Basement Jaxx - Battles - Joost van Bellen - Biffy Clyro - Blaxtar - Boemklatsch - Bonde Do Rolê - Brand New - Cansei de Ser Sexy - Chatham County Line - Dave Clarke - C-Mon & Kypski - Chris Cornell - CocoRosie - Dan le Sac vs. Scroobius Pip - Darko Esser - David Gilmour Girls - Dinosaur Jr. - Dizzee Rascal - DJ St. Paul - Eagles of Death Metal - Editors - Enter Shikari - Funeral for a Friend - Gabriel Rios - Laurent Garnier - The Good, the Bad & the Queen - Goose - Groove Armada - Heartthrob - Hayseed Dixie | - Richie Hawtin - Heideroosjes - James Holden - Interpol - Marike Jager - Jake The Rapper - Jimmy Eat World - Just Jack - Justice - Kaiser Chiefs - DJ Karotte - Kasabian - The Killers - Kings of Leon - La Kinky Beat - Lacuna Coil - LCD Soundsystem - Little Cow - Loney, Dear - Mad Caddies - Magda - Mala Vita - Malkovich - Melomanics - M.I.A. - Mika - Moke - Motörhead - My Brightest Diamond - Kate Nash - New Young Pony Club - Nine Inch Nails - Noisia - Nosfell - Nour - Nymfo - Oi Va Voi - Ojos de Brujo - Orishas - Jack Peñate - Pendulum - Troy Pierce - Tinariwen | - The Pigeon Detectives - Polder - Pronghorn - The Rakes - Reverend and The Makers - Damien Rice - The Rifles - Rodrigo Y Gabriela - RotFront - Anthony Rother - Sandrien - Saybia - Shackleton - The Shins - Simian Mobile Disco - Aaron Spectre - Sonic Junior - Sonic Youth - Jamie T - Tool - Trentemøller - Turbonegro - Uffie & DJ Feadz - U.N.K.L.E. - Various Production - The View - Patrick Watson - Andrew Weatherall - Welle:Erdball - The Whitest Boy Alive - Patrick Wolf - DJ -X-X-X- & DJ Quasimodo Straattheater: - Chrome - Compagnie Colbok - Compagnie With Balls - Frank Los - Little Feet Theater - Pickled Image - The Slampampers - Georg Traber - Teatro De Pronto |

## Afzeggingen
- Peter Bjorn and John hebben hun optreden geannuleerd. Zij zijn vervangen door Reverend and The Makers.
- Lily Allen heeft haar optreden wegens ziekte geannuleerd. Zij is vervangen door Tinariwen.
- Tanya Stephens heeft haar optreden op Lowlands afgezegd. Zij is vervangen door Alpha Blondy.
- Ook Mark Ronson kwam niet op Lowlands 2007. Hij stond geprogrammeerd als festivalopener op vrijdag. Hij werd vervangen door Alamo Race Track die eerder geprogrammeerd stonden op de zondagmorgen. De zondagmorgen plek van Alamo Race Track werd overgenomen door The Enemy.
- De Klaxons moesten het laten afweten vanwege een strottenhoofdontsteking bij zanger Jamie Reynolds. Zij werden vervangend door Biffy Clyro.

1967 · 1968 · 1993 · 1994 · 1995 · 1996 · 1997 · 1998 · 1999 · 2000 · 2001 · 2002 · 2003 · 2004 · 2005 · 2006 · 2007 · 2008 · 2009 · 2010 · 2011 · 2012 · 2013 · 2014 · 2015 · 2016 · 2017 · 2018 · 2019 · 2020 · 2021 · 2022 · 2023 · 2024